# Ecphonèse (liturgie)
Pour les articles homonymes, voir Ecphonèse.
L’Ecphonèse (du grec ἐκφώνησις) est, dans les Églises d'Orient – Églises orthodoxes et Églises catholiques de rite byzantin – la parole que l'officiant prononce à haute voix à la fin d'une prière silencieuse, lors d'une ecténie ou d'une prière sur le peuple incliné, ou à plusieurs moments de l'anaphore dans la liturgie eucharistique. L'ecphonèse consiste toujours en une doxologie.
L'usage de l'ecphonèse existe aussi dans l'église apostolique arménienne.